# Kefar Kisch
Kefar Kisch (hebr.: כפר קיש) – moszaw położony w samorządzie regionu Ha-Galil ha-Tachton, w Dystrykcie Północnym, w Izraelu.
Leży na wschód od Jeziora Tyberiadzkiego w Dolnej Galilei.

## Historia
Moszaw został założony w 1946 przez żydowskich żołnierzy zdemobilizowanych z brytyjskiej armii. Później osiedlili się tutaj emigranci z Polski, Węgier i ZSRR.

## Gospodarka
Gospodarka moszawu opiera się na intensywnym rolnictwie.